# Police Ombudsman for Northern Ireland

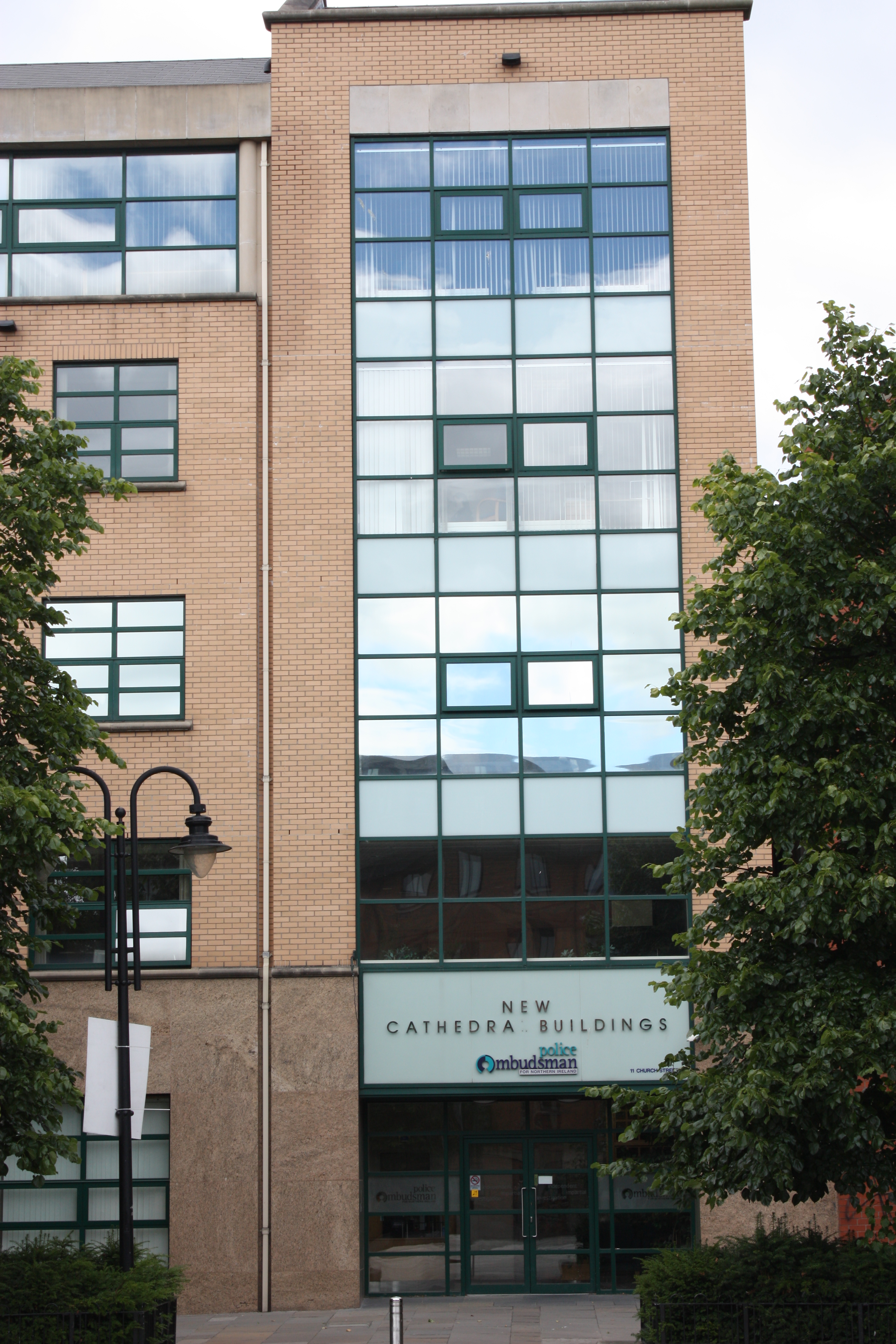
Bureau du Police Ombudsman à Belfast.

Le Police Ombudsman for Northern Ireland (français : Médiateur de police pour l'Irlande du Nord) est un organisme public non-départemental nord-irlandais chargé de recevoir les plaintes contre les services de police créé à la suite du Police (Northern Ireland) Act de 1998 et 2000.
Nuala O'Loan, première Ombudsman, est remplacée le 6 novembre 2007 par Al Hutchinson.